# Giuvetsi
Giuvetsi (grec: γιουβέτσι) és un plat grec que es cuina amb carn de pollastre, de xai o de vedella. La preparació no és complicada però pren molt de temps. A banda de la carn, els ingredients bàsics del giuvetsi són pasta i salsa de tomaca, que sovint inclou comí i fulles de llorer per a fer-lo més picant. Moltes voltes s'hi afegeix ceba, escalunya i all, i se serveix amb vi negre i formatge.